# Didžioji kopa
Didžioji kopa (50 m n. m.) nebo také Sklandytojų duna, česky Velká duna, je přímořská písečná duna nacházející se na Kuršské kose nedaleko pobřeží Kuršského zálivu u Litevsko-ruské státní hranice v západní Litvě v přírodní rezervaci Grobšto gamtinis rezervatas v Národním parku Kuršská kosa. Leží v pásmu dunového hřebene mysu Grobštas (Grobšto ragas, Мыс Восточный), jižně od městečka Nida, v městě/okresu Neringa v Klaipėdském kraji.

## Další informace
Didžioji kopa byla dlouhou dobu nejvyšší dunou na Kuršské kose. V první polovině 20. století dosahovala nadmořské výšky 68 metrů (podle jiných údajů dokonce i 70 metrů), v roce 1984 byla vysoká 60,5 metrů. V 90. letech 20. století však výška duny výrazně poklesla a dnes je vysoká cca 50 metrů. Důvodem razantního snížení výšky duny byl především nárůst počtu turistů v Nerinze, kdy bylo pohraničí volně přístupné a chůze po dunách nebyla regulovaná. Z výhledu ze sousední Parnidžio kopa jsou na duně vidět hraniční kůly označující hranici mezi Litvou a Zelenogradským rajónem Kaliningradské oblasti Ruska. V roce 1932 založil litevský aeroklub (Lietuvos aeroklubas) v Nidě slavnou školu kluzákového létání (Nidos sklandymo mokykla) a kluzáky startovaly z Didžioji kopa. Didžioji kopa, podobně jako podstatná část rezervace Grobšto gamtinis rezervatas, je pro turisty přístupná jen na povolení a s certifikovaným průvodcem.